# روبرت ر. كينغ
روبرت ر. كينغ (بالإنجليزية: Robert R. King)‏ هو مبشر أمريكي، ولد في 8 يونيو 1942 في وايومنغ في الولايات المتحدة.